# Hemicytherideis
Hemicytherideis is een geslacht van uitgestorven kreeftachtigen uit de klasse van de Ostracoda (mosselkreeftjes).

## Soorten
- Hemicytherideis gigantea Carbonnel, 1969 †
- Hemicytherideis grosjeani Keij, 1957 †
- Hemicytherideis posterodepressa Carbonnel, 1969 †